# Banco de Portugal

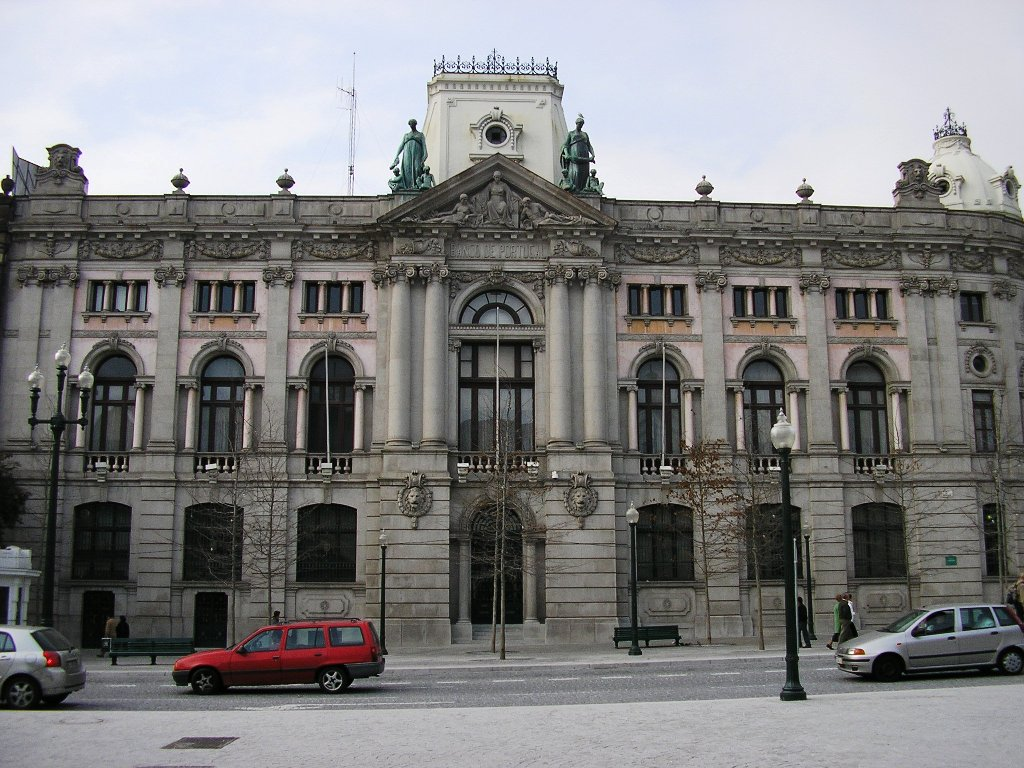
Banco de Portugal - filial i Porto

Portugals Bank (portugisiska Banco de Portugal) är Portugals centralbank.
Banken grundades 1846 och har huvudkontoret i Lissabon. Den är medlem i Europeiska centralbankssystemet. Fram till eurons införande 1999 gav Portugals Bank ut den portugisiska escudon.